# Список глав Германии

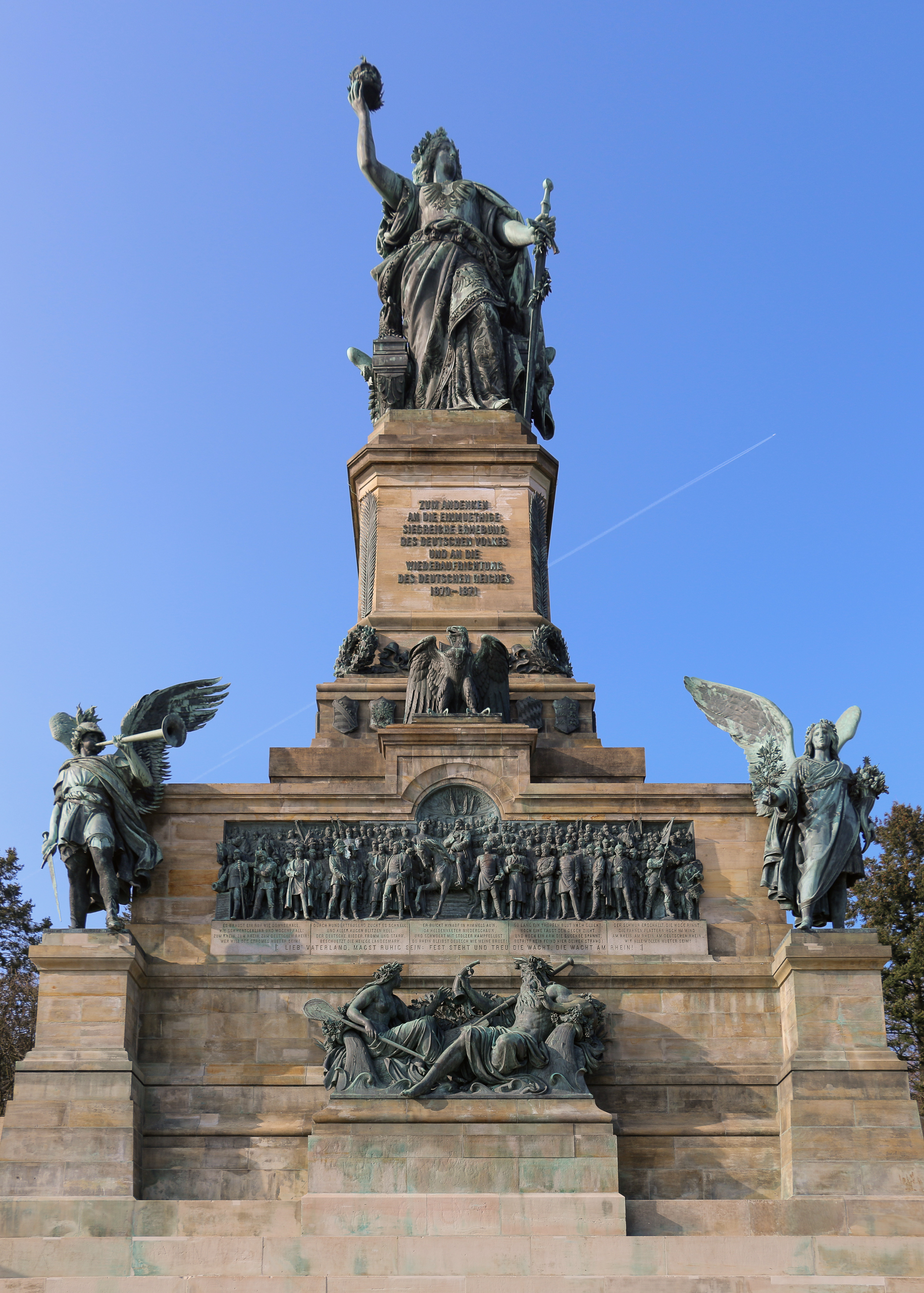
Нидервальдский памятник объединению Германии на горе Рюдесхаймер у города Рюдесхайм-ам-Райн

Список глав Германии включает таковых, начиная с короля Восточно-Франкского королевства Генриха I Птицелова, при котором данное королевство стало называться Тевтонским (Германским) королевством, и с восшествия которого в 919 году на королевский престол ведётся отсчёт национальной германской истории. Далее список продолжается главами Священной Римской империи — государства, основанного в 962 году сыном и преемником Генриха I Птицелова Оттоном I Великим и просуществовавшего до 1806 года. Следующий отражённый в списке период начинается с 1867 года, когда в Северогерманском союзе, организованном в виде федеративного государства (пришедшем на смену Германскому союзу, объединению германских государств на территории бывшей Священной Римской империи), был установлен пост союзного президента (нем. Bundespräsidium), которым стал король Пруссии. В историографии образование Северогерманского союза рассматривается как создание нового объединённого германского государства, впоследствии сменившего несколько названий, но обладающего непрерывной правоспособностью. В настоящее время главой государства является федеральный президент Федеративной Республики Германия (нем. Bundespräsident der Bundesrepublik Deutschland).
В период с 1949 по 1990 годы показаны главы двух сосуществовавших германских государств (ФРГ и ГДР). В случае, когда персона получила повторные полномочия последовательно за первоначальными, раздельно отражается каждый такой срок (например, два последовательных срока полномочий рейхспрезидента Гинденбурга в 1925—1934 годы). Также отражён различный характер полномочий глав государства (например, единый срок нахождения во главе государства Вильгельма I в 1867—1888 годы разделён на периоды, когда он был союзным президентом Северогерманского союза, а затем кайзером Германской империи). В столбце «Выборы» отражены состоявшиеся выборные процедуры. В случае, если глава государства получил полномочия без таковых, столбец не заполняется. Использованная в первых столбцах таблиц нумерация является условной, также условным является использование в первых столбцах таблиц цветовой заливки, служащей для упрощения восприятия принадлежности лиц к различным политическим силам без необходимости обращения к столбцу, отражающему партийную принадлежность. Наряду с партийной принадлежностью, в столбце «Партия» также отражён внепартийный (независимый) статус персоналий.
Для удобства список разделён на принятые в историографии периоды истории страны. Приведённые в преамбулах к каждому из разделов описания этих периодов призваны пояснить особенности политического процесса.

## Тевтонское (Германское) королевство, Священная Римская империя (919—1806)

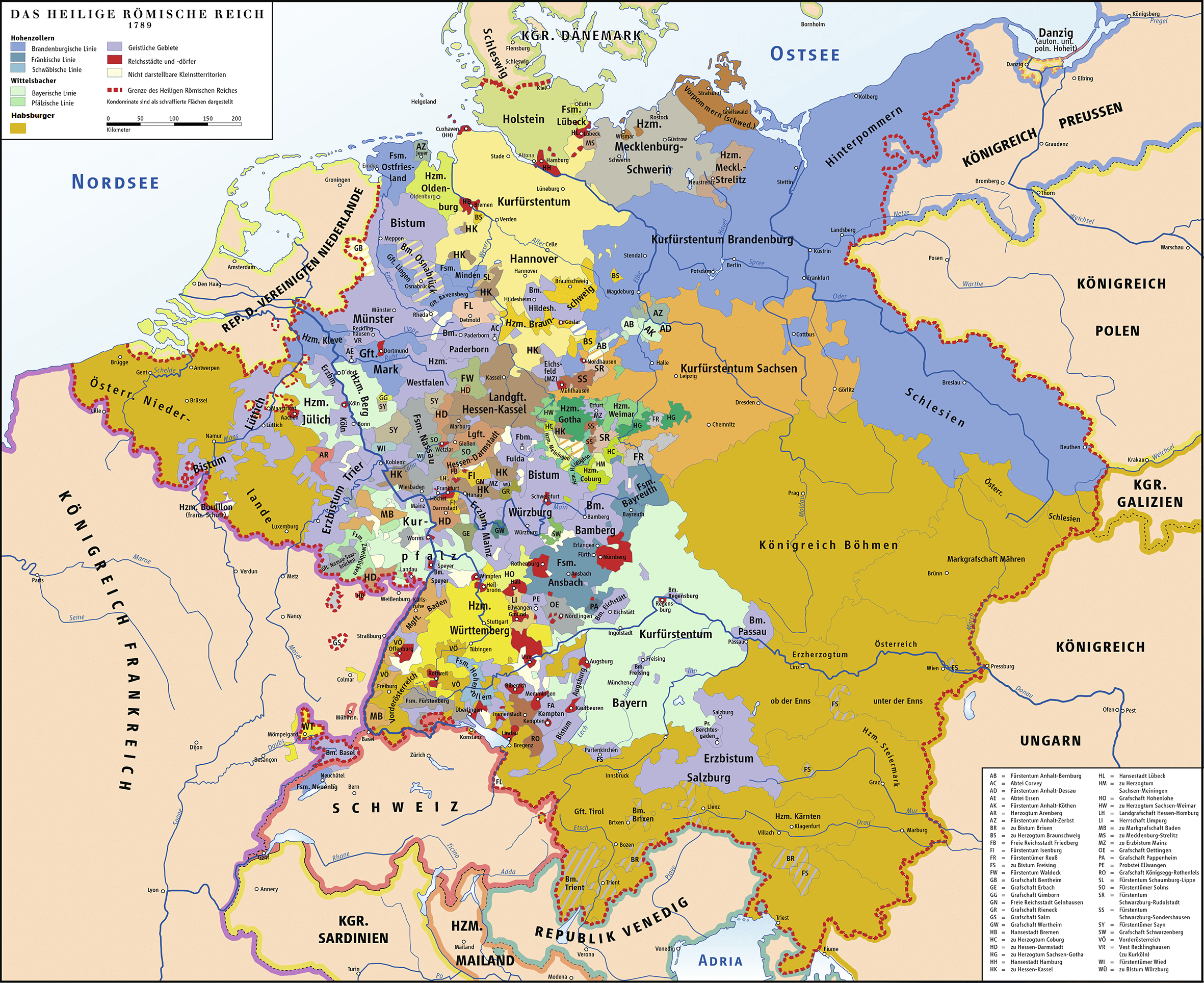
Священная Римская империя

В данном разделе приведены монархи Восточно-Франкского королевства, начиная с Генриха I, при котором это королевство стало именоваться Тевтонским (Германским), и главы Священной Римской империи, основанной в 962 году, ядром которой являлась Германия.
Двухэтапная процедура избрания императора Священной Римской империи сложилась к XII веку и проходила в следующем порядке: сначала римский король (лат. Rex Romanorum) избирался небольшой группой курфюрстов (князей-выборщиков) и вскоре после этого короновался в Ахенском соборе архиепископом Кёльна. Затем король должен был отправиться в Рим, чтобы папа короновал его как императора. После 1508 года, когда Максимилиан I с согласия папы Римского объявил себя «избранным императором», папа признал, что для получения императорского титула достаточно королевской коронации, которая с 1562 года стала проводиться в одном месте с выборами — Франкфурте-на-Майне. С тех пор титул римского короля, равнозначного «королю в Германии» (нем. König in Germanien), стал официально входить в титулатуру императоров. Нередко ещё при жизни императора проходило избрание и утверждение одного из его ближайших родственников (как правило сына) наследником императорского трона в качестве короля, который становился императором сразу после смерти предшественника. Если же при жизни императора наследник не был избран, то избрание королём и коронация императором проводились вскоре после кончины прежнего монарха. В этот период междуцарствия власть принадлежала имперским викариям, которыми согласно Золотой булле 1356 года являлись: в землях саксонского права — герцоги Саксонии, а в землях швабских, рейнских и франконских — пфальцграфы Рейна.
Курсивом на сером фоне показаны даты начала и окончания правления претендентов на германский престол — историографически известных как антикороли (нем. Gegenkönig), которые были избраны в ходе восстаний или династических кризисов (междуцарствий) и контролировали некоторые территории империи. Также, соправители, не обладавшие периодом единоличного правления, указаны в сносках к датам вступления на престол монархов. Помимо этого, в сносках указаны особенности избрания и коронации королём и последующей коронации императором.
| Портрет | Имя (годы жизни)                                     | Правление        | Правление        | Династия                                                | Пр.                     |
| Портрет | Имя (годы жизни)                                     | Начало           | Окончание        | Династия                                                | Пр.                     |
| --- | ---------------------------------------------------- | ---------------- | ---------------- | ------------------------------------------------------- | ----------------------- |
| | Генрих I (876—936) нем. Heinrich I.                  | 12 мая 919       | 2 июля 936       | Людольфинги нем. Liudolfinger                           | [ 2 ] [ 15 ] [ 16 ]     |
| С 2 июля по 7 августа 936 года — под управлением архиепископа Майнца Хильберта (нем. Hildebert) |                                                      |                  |                  |                                                         |                         |
| | Оттон I (912—973) нем. Otto I.                       | 7 августа 936    | 7 мая 973        | Людольфинги нем. Liudolfinger                           | [ 17 ] [ 18 ] [ 19 ]    |
| | Оттон II (955—983) нем. Otto II.                     | 7 мая 973        | 7 декабря 983    | Людольфинги нем. Liudolfinger                           | [ 20 ] [ 21 ] [ 22 ]    |
| С 7 по 25 декабря 983 года — под управлением архиепископа Майнца Виллигиза (нем. Willigis) |                                                      |                  |                  |                                                         |                         |
| | Оттон III (980—1002) нем. Otto III.                  | 25 декабря 983   | 24 января 1002   | Людольфинги нем. Liudolfinger                           | [ 23 ] [ 24 ] [ 25 ]    |
| С 24 января по 7 июня 1002 года — повторно под управлением архиепископа Майнца Виллигиза (нем. Willigis) |                                                      |                  |                  |                                                         |                         |
| | Генрих II (973—1024) нем. Heinrich II.               | 7 июня 1002      | 13 июля 1024     | Людольфинги нем. Liudolfinger                           | [ 26 ] [ 27 ] [ 28 ]    |
| С 13 июля по 4 сентября 1024 года — под управлением вдовы императора Кунигунды (нем. Kunigunde) |                                                      |                  |                  |                                                         |                         |
| | Конрад II (ок. 990—1039) нем. Konrad II.             | 4 сентября 1024  | 4 июня 1039      | Салии нем. Salier                                       | [ 29 ] [ 30 ] [ 31 ]    |
| | Генрих III (1016—1056) нем. Heinrich III.            | 4 июня 1039      | 5 октября 1056   | Салии нем. Salier                                       | [ 32 ] [ 33 ] [ 34 ]    |
| | Генрих IV (1050—1106) нем. Heinrich IV.              | 5 октября 1056   | 31 декабря 1105  | Салии нем. Salier                                       | [ 35 ] [ 36 ] [ 37 ]    |
| | Рудольф (ок. 1025—1080) нем. Rudolf                  | 15 марта 1077    | 15 октября 1080  | Рейнфельден нем. Rheinfelden                            | [ 38 ] [ 39 ] [ 40 ]    |
| | Герман (ок. 1035—1088) нем. Hermann                  | 6 августа 1081   | 29 сентября 1088 | Сальмы нем. Salm                                        | [ 41 ] [ 42 ] [ 43 ]    |
| | Генрих V (1085—1125) нем. Heinrich V.                | 6 января 1106    | 23 мая 1125      | Салии нем. Salier                                       | [ 44 ] [ 45 ] [ 46 ]    |
| С 23 мая по 30 августа 1125 года — под управлением архиепископа Майнца Адальберта (нем. Adalbert) |                                                      |                  |                  |                                                         |                         |
| | Лотарь II (1075—1137) нем. Lothar II.                | 30 августа 1125  | 3 декабря 1137   | Супплинбурги нем. Supplinburger                         | [ 47 ] [ 48 ] [ 49 ]    |
| С 3 декабря 1137 года по 1 февраля 1138 года — под управлением архиепископа Трира Альберо (нем. Albero) С 1 февраля по 7 марта 1138 года — под управлением архиепископа Кёльна Арнольда (нем. Arnold)        |                                                      |                  |                  |                                                         |                         |
| | Конрад III (1093—1052) нем. Konrad III.              | 7 марта 1138     | 15 февраля 1152  | Гогенштауфены нем. Hohenstaufen                         | [ 50 ] [ 51 ] [ 52 ]    |
| С 15 февраля по 4 марта 1152 года — под управлением архиепископа Майнца Генриха фон Гарбурга (нем. Heinrich von Harburg)                                                                                     |                                                      |                  |                  |                                                         |                         |
| | Фридрих I (1122—1190) нем. Friedrich I.              | 4 марта 1152     | 10 июня 1190     | Гогенштауфены нем. Hohenstaufen                         | [ 53 ] [ 54 ] [ 55 ]    |
| | Генрих VI (1165—1190) нем. Heinrich VI.              | 10 июня 1190     | 28 сентября 1197 | Гогенштауфены нем. Hohenstaufen                         | [ 56 ] [ 57 ] [ 58 ]    |
| С 28 сентября 1197 года по 8 марта 1198 года — под управлением архиепископа Майнца Конрада фон Виттельсбаха (нем. Konrad von Wittelsbach)                                                                    |                                                      |                  |                  |                                                         |                         |
| | Филипп (1177—1208) нем. Philipp                      | 8 марта 1198     | 21 июня 1208     | Гогенштауфены нем. Hohenstaufen                         | [ 59 ] [ 60 ] [ 61 ]    |
| С 21 июня по 11 ноября 1208 года — под управлением архиепископа Майнца Зигфрида фон Эппенштайна (нем. Siegfried von Eppstein)                                                                                |                                                      |                  |                  |                                                         |                         |
| | Оттон IV (1175—1218) нем. Otto IV.                   | 11 ноября 1208   | 19 мая 1218      | Вельфы нем. Welfen                                      | [ 62 ] [ 63 ] [ 64 ]    |
| | Фридрих II (1194—1250) нем. Friedrich II.            | 19 мая 1218      | 13 декабря 1250  | Гогенштауфены нем. Hohenstaufen                         | [ 65 ] [ 66 ] [ 67 ]    |
| | Генрих (1204—1247) нем. Heinrich                     | 22 мая 1246      | 16 февраля 1247  | Людовинги нем. Ludowinger                               | [ 68 ] [ 69 ] [ 70 ]    |
| | Вильгельм (1227—1256) нем. Wilhelm нидерл. Willem II | 3 октября 1247   | 21 мая 1254      | Герульфинги нидерл. Gerulfingen                         | [ 71 ] [ 72 ] [ 73 ]    |
| | Конрад IV (1228—1254) нем. Konrad IV.                | 13 декабря 1250  | 21 мая 1254      | Гогенштауфены нем. Hohenstaufen                         | [ 74 ] [ 75 ] [ 76 ]    |
| | Вильгельм (1227—1256) нем. Wilhelm нидерл. Willem II | 21 мая 1254      | 28 января 1256   | Герульфинги нидерл. Gerulfingen                         | [ 71 ] [ 72 ] [ 73 ]    |
| С 28 января 1256 года по 13 января 1257 года — под управлением архиепископа Майнца Герхарда (нем. Gerhard)                                                                                                   |                                                      |                  |                  |                                                         |                         |
| | Рихард (1209—1272) нем. и англ. Richard              | 13 января 1257   | 2 апреля 1272    | Плантагенеты англ. Plantagenets                         | [ 77 ] [ 78 ] [ 79 ]    |
| | Альфонс (1221—1284) нем. Alfons исп. Alfonso X       | 1 апреля 1257    | 22 октября 1275  | Бургундский дом исп. Casa de Borgoña                    | [ 80 ] [ 81 ] [ 82 ]    |
| С 2 апреля 1272 года по 1 октября 1273 года — под управлением архиепископа Майнца Вернера фон Эппенштайна (нем. Werner von Eppstein)                                                                         |                                                      |                  |                  |                                                         |                         |
| | Рудольф I (1218—1291) нем. Rudolf I.                 | 1 октября 1273   | 15 июля 1291     | Габсбурги нем. Habsburger                               | [ 83 ] [ 84 ] [ 85 ]    |
| С 15 июля 1291 года по 5 мая 1292 года — под управлением архиепископа Майнца Герхарда фон Эппенштайна (нем. Gerhard von Eppstein)                                                                            |                                                      |                  |                  |                                                         |                         |
| | Адольф (ок. 1255—1298) нем. Adolf                    | 5 мая 1292       | 23 июня 1298     | Нассау нем. Nassau                                      | [ 86 ] [ 87 ] [ 88 ]    |
| С 23 июня по 27 июля 1298 года — повторно под управлением архиепископа Майнца Герхарда фон Эппенштайна (нем. Gerhard von Eppstein)                                                                           |                                                      |                  |                  |                                                         |                         |
| | Альбрехт I (1255—1308) нем. Albrecht I.              | 27 июля 1298     | 1 мая 1308       | Габсбурги нем. Habsburger                               | [ 89 ] [ 90 ] [ 91 ]    |
| С 1 мая по 27 ноября 1308 года — под управлением архиепископа Майнца Петера фон Ашпельта (нем. Peter von Aspelt)                                                                                             |                                                      |                  |                  |                                                         |                         |
| | Генрих VII (ок. 1275—1313) нем. Heinrich VII.        | 27 ноября 1308   | 24 августа 1313  | Люксембурги нем. Luxemburger                            | [ 92 ] [ 93 ] [ 94 ]    |
| С 24 августа 1313 года по 20 октября 1314 года — повторно под управлением архиепископа Майнца Петера фон Ашпельта (нем. Peter von Aspelt)                                                                    |                                                      |                  |                  |                                                         |                         |
| | Фридрих (ок. 1289—1330) нем. Friedrich               | 19 октября 1314  | 28 сентября 1322 | Габсбурги нем. Habsburger                               | [ 95 ] [ 96 ] [ 97 ]    |
| | Людвиг (1282—1347) нем. Ludwig                       | 20 октября 1314  | 11 октября 1347  | Виттельсбахи нем. Wittelsbacher                         | [ 98 ] [ 99 ] [ 100 ]   |
| | Карл IV (1316—1378) нем. Karl IV.                    | 26 ноября 1346   | 11 октября 1347  | Люксембурги нем. Luxemburger                            | [ 101 ] [ 102 ] [ 103 ] |
| 11 октября 1347 | Карл IV (1316—1378) нем. Karl IV.                    | 29 ноября 1378   |                  | Люксембурги нем. Luxemburger                            | [ 101 ] [ 102 ] [ 103 ] |
| | Гюнтер (1304—1349) нем. Günther                      | 30 января 1349   | 24 мая 1349      | Шварцбург нем. Schwarzburg                              | [ 104 ] [ 105 ] [ 106 ] |
| | Венцель (1361—1419) нем. Wenzel                      | 29 ноября 1378   | 20 августа 1400  | Люксембурги нем. Luxemburger                            | [ 107 ] [ 108 ] [ 109 ] |
| | Рупрехт (1372—1410) нем. Ruprecht                    | 21 августа 1400  | 18 мая 1410      | Виттельсбахи нем. Wittelsbacher                         | [ 110 ] [ 111 ] [ 112 ] |
| С 18 мая по 20 сентября 1410 года — под управлением имперских викариев — пфальцграфа Рейна Людвига III (нем. Ludwig III.) и герцога Саксонии Рудольфа III (нем. Rudolf III.)                                 |                                                      |                  |                  |                                                         |                         |
| | Сигизмунд (1368—1437) нем. Sigismund                 | 20 сентября 1410 | 9 декабря 1437   | Люксембурги нем. Luxemburger                            | [ 113 ] [ 114 ] [ 115 ] |
| | Йост (1351—1411) нем. Jobst                          | 1 октября 1410   | 18 января 1411   | Люксембурги нем. Luxemburger                            | [ 116 ] [ 117 ] [ 118 ] |
| С 9 декабря 1437 года по 18 марта 1438 года — под управлением имперских викариев — пфальцграфа Рейна Людвига IV (нем. Ludwig IV.) и герцога Саксонии Фридриха II (нем. Friedrich II.)                        |                                                      |                  |                  |                                                         |                         |
| | Альбрехт II (1397—1439) нем. Albrecht II.            | 18 марта 1438    | 27 октября 1439  | Габсбурги нем. Habsburger                               | [ 119 ] [ 120 ] [ 121 ] |
| С 27 октября 1439 года по 2 февраля 1440 года — повторно под управлением имперских викариев — пфальцграфа Рейна Людвига IV (нем. Ludwig IV.) и герцога Саксонии Фридриха II (нем. Friedrich II.)             |                                                      |                  |                  |                                                         |                         |
| | Фридрих IV (1415—1493) нем. Friedrich IV.            | 2 февраля 1440   | 19 августа 1493  | Габсбурги нем. Habsburger                               | [ 122 ] [ 123 ] [ 124 ] |
| | Максимилиан I (1459—1519) нем. Maximilian I.         | 19 августа 1493  | 12 января 1519   | Габсбурги нем. Habsburger                               | [ 125 ] [ 126 ] [ 127 ] |
| С 12 января по 28 июня 1519 года — под управлением имперских викариев — пфальцграфа Рейна Людвига V (нем. Ludwig V.) и герцога Саксонии Фридриха III (нем. Friedrich III.)                                   |                                                      |                  |                  |                                                         |                         |
| | Карл V (1500—1558) нем. Karl V.                      | 28 июня 1519     | 24 февраля 1558  | Габсбурги нем. Habsburger                               | [ 130 ] [ 131 ] [ 132 ] |
| | Фердинанд I (1503—1564) нем. Ferdinand I.            | 24 февраля 1558  | 25 июля 1564     | Габсбурги нем. Habsburger                               | [ 134 ] [ 135 ] [ 136 ] |
| | Максимилиан II (1527—1576) нем. Maximilian II.       | 25 июля 1564     | 12 октября 1576  | Габсбурги нем. Habsburger                               | [ 137 ] [ 138 ] [ 139 ] |
| | Рудольф II (1552—1612) нем. Rudolf II.               | 12 октября 1576  | 20 января 1612   | Габсбурги нем. Habsburger                               | [ 140 ] [ 141 ] [ 142 ] |
| С 20 января по 13 июня 1612 года — под управлением имперских викариев — пфальцграфа Рейна Фридриха V (нем. Friedrich V.) и герцога Саксонии Иоганна Георга I (нем. Johann Georg I.)                          |                                                      |                  |                  |                                                         |                         |
| | Маттиас (1557—1619) нем. Matthias                    | 13 июня 1612     | 20 марта 1619    | Габсбурги нем. Habsburger                               | [ 143 ] [ 144 ] [ 145 ] |
| С 20 марта по 28 августа 1619 года — повторно под управлением имперских викариев — пфальцграфа Рейна Фридриха V (нем. Friedrich V.) и герцога Саксонии Иоганна Георга I (нем. Johann Georg I.)               |                                                      |                  |                  |                                                         |                         |
| | Фердинанд II (1578—1637) нем. Ferdinand II.          | 28 августа 1619  | 15 февраля 1637  | Габсбурги нем. Habsburger                               | [ 146 ] [ 147 ] [ 148 ] |
| | Фердинанд III (1608—1657) нем. Ferdinand III.        | 15 февраля 1637  | 2 апреля 1657    | Габсбурги нем. Habsburger                               | [ 149 ] [ 150 ] [ 151 ] |
| С 2 апреля 1657 года по 18 июля 1658 года — под управлением имперских викариев — герцога Баварии Фердинанда Марии (нем. Ferdinand Maria) и герцога Саксонии Иоганна Георга II (нем. Johann Georg II.)        |                                                      |                  |                  |                                                         |                         |
| | Леопольд I (1640—1705) нем. Leopold I.               | 18 июля 1658     | 5 мая 1705       | Габсбурги нем. Habsburger                               | [ 152 ] [ 153 ] [ 154 ] |
| | Иосиф I (1678—1711) нем. Joseph I.                   | 5 мая 1705       | 17 апреля 1711   | Габсбурги нем. Habsburger                               | [ 155 ] [ 156 ] [ 157 ] |
| С 17 апреля по 12 октября 1711 года — под управлением имперских викариев — пфальцграфа Рейна Иоганна Вильгельма (нем. Johann Wilhelm) и герцога Саксонии Фридриха Августа I (нем. Friedrich August I.)       |                                                      |                  |                  |                                                         |                         |
| | Карл VI (1685—1740) нем. Karl VI.                    | 12 октября 1711  | 20 октября 1740  | Габсбурги нем. Habsburger                               | [ 158 ] [ 159 ] [ 160 ] |
| С 20 октября 1740 года по 24 января 1742 года — под управлением имперских викариев — герцога Баварии Карла Альбрехта (нем. Karl Albrecht) и герцога Саксонии Фридриха Августа II (нем. Friedrich August II.) |                                                      |                  |                  |                                                         |                         |
| | Карл VII (1697—1745) нем. Karl VII.                  | 24 января 1742   | 20 января 1745   | Виттельсбахи нем. Wittelsbacher                         | [ 161 ] [ 162 ] [ 163 ] |
| С 20 января по 13 сентября 1745 года — под управлением имперских викариев — герцога Баварии Максимилиана III (нем. Maximilian III.) и герцога Саксонии Фридриха Августа II (нем. Friedrich August II.)       |                                                      |                  |                  |                                                         |                         |
| | Франц I (1708—1765) нем. Franz I.                    | 13 сентября 1745 | 18 августа 1765  | Лотарингский дом нем. Haus Lothringen                   | [ 164 ] [ 165 ] [ 166 ] |
| | Иосиф II (1741—1790) нем. Joseph II.                 | 18 августа 1765  | 20 февраля 1790  | Габсбург-Лотарингский дом нем. Haus Habsburg-Lothringen | [ 167 ] [ 168 ] [ 169 ] |
| С 20 февраля по 30 сентября 1790 года — под управлением имперских викариев — герцога Баварии Карла Теодора (нем. Karl Theodor) и герцога Саксонии Фридриха Августа III (нем. Friedrich August III.)          |                                                      |                  |                  |                                                         |                         |
| | Леопольд II (1747—1792) нем. Leopold II.             | 30 сентября 1790 | 1 марта 1792     | Габсбург-Лотарингский дом нем. Haus Habsburg-Lothringen | [ 170 ] [ 171 ] [ 172 ] |
| С 1 марта по 5 июля 1792 года — повторно под управлением имперских викариев — герцога Баварии Карла Теодора (нем. Karl Theodor) и герцога Саксонии Фридриха Августа III (нем. Friedrich August III.)         |                                                      |                  |                  |                                                         |                         |
| | Франц II (1768—1835) нем. Franz II.                  | 5 июля 1792      | 6 августа 1806   | Габсбург-Лотарингский дом нем. Haus Habsburg-Lothringen | [ 173 ] [ 174 ] [ 175 ] |

## Северогерманский союз (1867—1871)

Северогерманский союз

Северогерманский союз (нем. Norddeutscher Bund), федеративный союз германских государств, стал этапом реализации объединительных стремлений в Германии.
После победы Пруссии в австро-прусско-итальянской войне и заключения в 1866 году Пражского мира, ряд государств, отклонивших перед началом военных действий предложенный им Пруссией нейтралитет (Ганновер, Гессен-Кассель, Нассау, вольный город Франкфурт-на-Майне), были ею аннексированы, равно как и приэльбские герцогства Гольштейн и Шлезвиг, приобретённые в результате австро-прусско-датской войны, завершившейся в 1864 году подписанием Венского мирного договора.
Остальные государства северной Германии вошли в состав федерации, которая, отвергнув принцип союза государств, организовалась в виде союзного государства, руководящая роль в котором была отведена Пруссии. 18 августа 1866 года был подписан союзный договор, объединивший Пруссию и 17 северогерманских государств (осенью присоединились ещё четыре). 12 февраля 1867 года прошли выборы в учредительный рейхстаг Северогерманского союза (нем. Konstituierender Reichstag des Norddeutschen Bundes), который 24 февраля собрался на первое заседание, а 16 апреля принял союзную конституцию (нем. Verfassung des Norddeutschen Bundes), по которой королю Пруссии, как союзному президенту (нем. Bundespräsidium), предоставлялось право объявлять войну и заключать мир от имени союза, вести дипломатические переговоры, заключать договоры; в качестве главнокомандующего союзной армией он имел право назначать высших офицеров. Союзный президент являлся главой внутреннего управления, назначал главных должностных лиц союза, созывал и распускал его рейхстаг. Государства, вошедшие в союз, продолжали пользоваться своими конституциями, сохраняли свои сословные собрания в качестве законодательных органов и министерства в качестве исполнительных органов, но должны были уступить союзу военное и морское управление, дипломатические сношения, заведование почтой, телеграфами, железными дорогами, денежной и метрической системами, банками, таможнями..
|        | Портрет | Имя (годы жизни) | Полномочия  | Полномочия     | Пр.                     |
| Начало | Портрет | Имя (годы жизни) | Окончание   |                | Пр.                     |
| ------ | ------- | --- | ----------- | -------------- | ----------------------- |
| 1 (I)  |         | Вильгельм I (1797—1888) нем. Wilhelm I (урожд. Вильгельм Фридрих Людвиг фон Пройсен нем. Wilhelm Friedrich Ludwig von Preußen) | 1 июля 1867 | 18 января 1871 | [ 180 ] [ 181 ] [ 182 ] |

## Германская империя (1871—1918)

Германская империя (1871—1918)

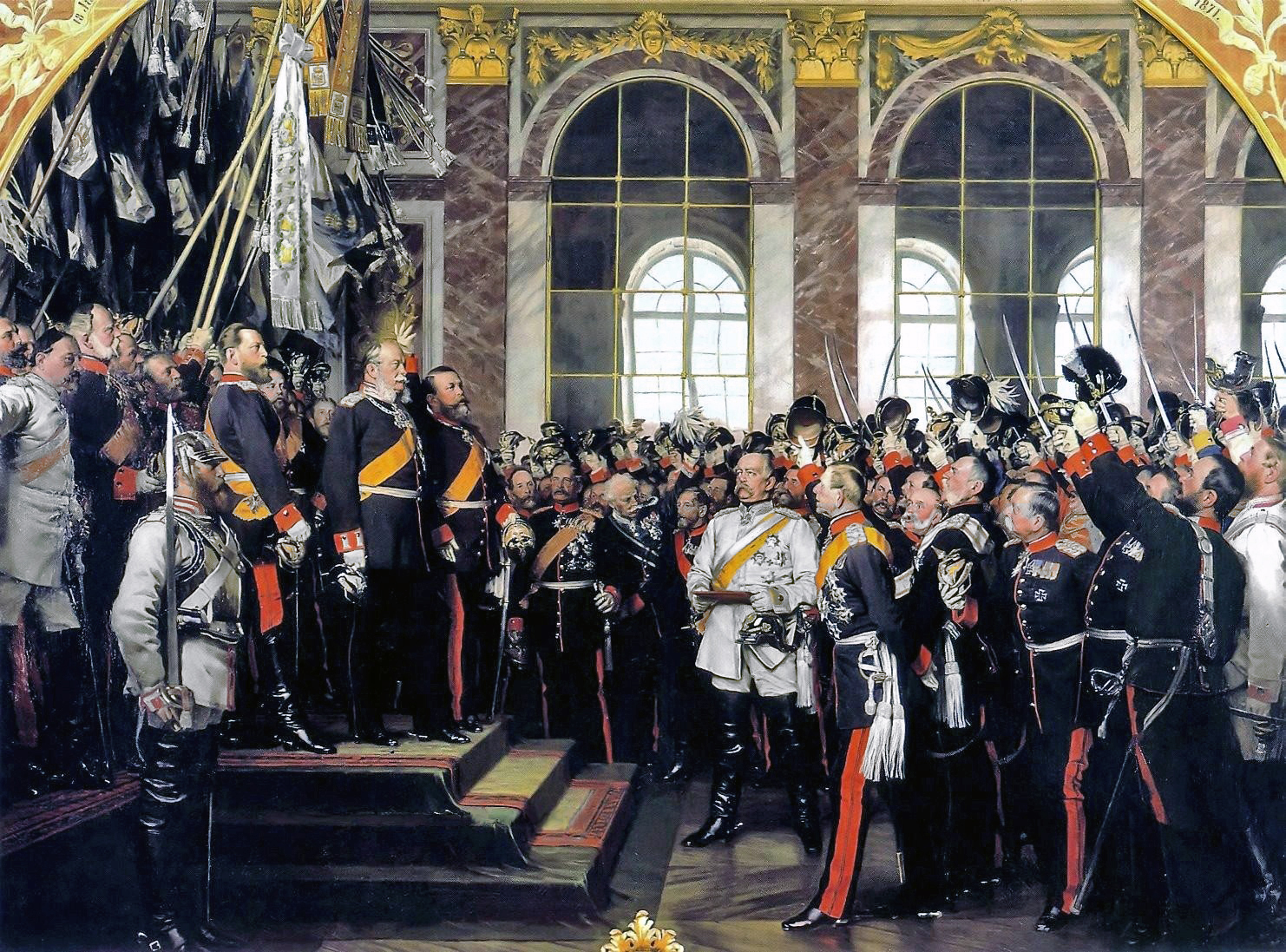
Провозглашение Германской империи в Версале. Отто фон Бисмарк в белом в центре картины.

Германская империя — принятое в российской историографии название немецкого государства в 1871—1918 годах. Его официальное название в 1871—1945 годах — Германский рейх (нем. Deutsches Reich) — переводится и как «Германская империя», и как «Германское государство» (с 1943 года — Großdeutsches Reich, Великогерманская империя).
В историографии принято выделять периоды собственно Германской империи (1871—1918), Веймарской республики (1918—1933) и Третьего рейха (нацистской Германии, 1933—1945).
Инициаторами создания федеративного германского государства являются Отто фон Бисмарк и Вильгельм I Гогенцоллерн. После победы во франко-прусской войне 1870 года, по итогам которой к Пруссии были присоединены Эльзас и Лотарингия, 18 января 1871 года в Зеркальной галерее Версальского дворца была провозглашена Германская империя, а титул её кайзера принял прусский король Вильгельм I. К федерации вскоре присоединились государства, не входившие ранее в состав федеративного Северогерманского союза — королевства Саксония, Бавария и Вюртемберг и прочие южногерманские государства. Германский кайзер (нем. Deutscher Kaiser) являлся главой государства и президентом (первым среди равных) федеральных монархов (и сенатов свободных городов Гамбурга и Бремена). Германская монархическая федерация прекратила своё существование в 1918 году в результате Ноябрьской революции.
|        | Портрет | Имя (годы жизни) | Полномочия     | Полномочия    | Пр.                             |
| Начало | Портрет | Имя (годы жизни) | Окончание      |               | Пр.                             |
| ------ | ------- | --- | -------------- | ------------- | ------------------------------- |
| 1 (II) |         | Вильгельм I (1797—1888) нем. Wilhelm I. (урожд. Вильгельм Фридрих Людвиг фон Пройсен нем. Wilhelm Friedrich Ludwig von Preußen)                   | 18 января 1871 | 9 марта 1888  | [ 180 ] [ 181 ] [ 182 ]         |
| 2      |         | Фридрих III (1831—1888) нем. Friedrich III. (урожд. Фридрих Вильгельм Николаус Карл фон Пройсен нем. Friedrich Wilhelm Nikolaus Karl von Preußen) | 9 марта 1888   | 15 июня 1888  | [ 182 ] [ 185 ] [ 186 ] [ 187 ] |
| 3      |         | Вильгельм II (1859—1941) нем. Wilhelm II. (урожд. Фридрих Вильгельм Виктор Альберт фон Пройсен нем. Friedrich Wilhelm Viktor Albert von Preußen)  | 15 июня 1888   | 9 ноября 1918 | [ 182 ] [ 188 ] [ 189 ] [ 190 ] |

## Революционный период (1918—1919)

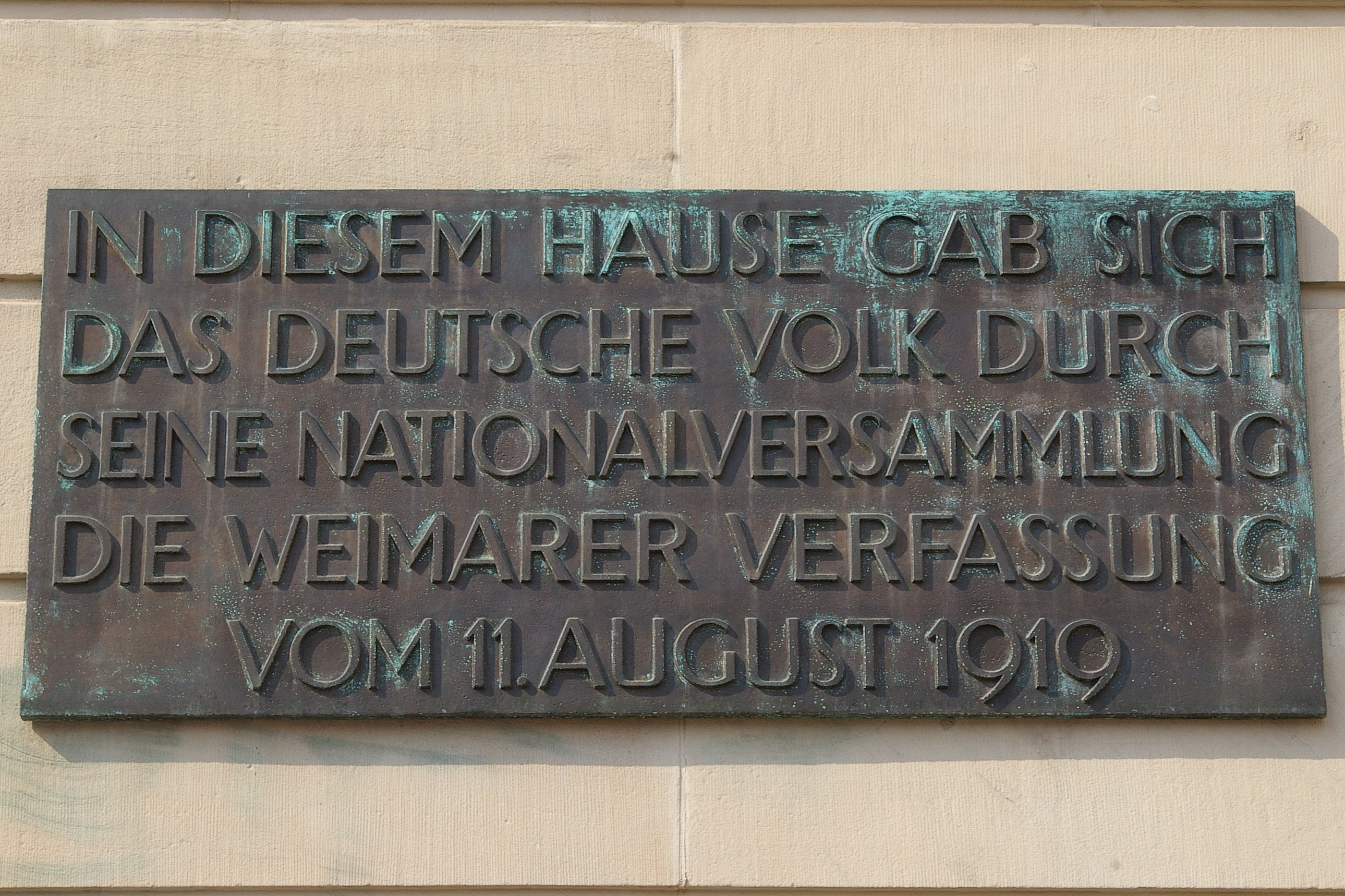
Табличка на здании Немецкого национального театра в Веймаре в память о проходившем в нём Национальном учредительном собрании

Ноябрьская революция (нем. Novemberrevolution) — революция в ноябре 1918 года в Германской империи, приведшая к установлению в Германии режима парламентской демократии, известного под названием Веймарская республика. Её началом считается восстание матросов в Киле 4 ноября 1918 года, кульминационным моментом — провозглашение республики в полдень 9 ноября, днём формального окончания — 11 августа 1919 года, когда рейхспрезидент Фридрих Эберт подписал Веймарскую конституцию.
9 ноября 1918 года рейхсканцлер принц Максимилиан Баденский по собственной инициативе объявил об отречении кайзера от обоих престолов (прусского и имперского) и передал свои полномочия лидеру социал-демократов Фридриху Эберту, который возглавлял большинство в рейхстаге. После этого член правительства Максимилиана Баденского Филипп Шейдеман провозгласил Германию республикой. На следующий день Общее собрание берлинских рабочих и солдатских советов (нем. Vollversammlung der Berliner Arbeiter- und Soldatenräte) избрало временные органы государственной власти — Исполнительный совет рабочих и солдатских советов Большого Берлина под председательством Рихарда Мюллера и ставший временным правительством Совет народных уполномоченных. Исполнительный совет рабочих и солдатских советов Большого Берлина, изначально претендовавший на высшую власть в Германии, являясь центром революционной демократии, и продолжавший работать до лета 1919 года, вскоре после формирования Совета народных уполномоченных ограничился руководством созданными в стране советами и не играл существенной роли в государственном управлении. 20 декабря 1918 года начавший работать в декабре первый Всегерманский конгресс рабочих и солдатских советов избрал Центральный совет Германской Социалистической Республики для надзора за Советом народных уполномоченных, в составе 27 членов, сопредседателями его стали Роберт Лайнерт, Герман Мюллер и Макс Кохен.
После состоявшихся 19 января 1919 года выборов, на первом заседании учредительного национального собрания, открывшегося 6 февраля 1919 года, Центральный совет Германской Социалистической Республики сложил перед ним свои полномочия. 10 февраля 1919 года был принят Закон о временной имперской власти, согласно которому главой государства стал рейхспрезидент (нем. Reichspräsident), на следующий день (11 февраля) первым рейхспрезидентом был избран Фридрих Эберт.
|             | Портрет | Имя (годы жизни)                                                           | Полномочия      | Полномочия      | Партия                                             | Должность | Пр.                     |
| Начало      | Портрет | Имя (годы жизни)                                                           | Окончание       |                 | Партия                                             | Должность | Пр.                     |
| ----------- | ------- | -------------------------------------------------------------------------- | --------------- | --------------- | -------------------------------------------------- | --- | ----------------------- |
| 4           |         | Рихард Лоуис Мюллер (1880—1943) нем. Richard Louis Müller                  | 11 ноября 1918  | 20 декабря 1918 | Независимая социал-демократическая партия Германии | Председатель Исполнительного совета рабочих и солдатских советов Большого Берлина нем. Vorsitzender des Vollzugsrates der Arbeiter- und Soldatenräte Großberlin | [ 194 ]                 |
| 5 (а, б, в) |         | Роберт Лайнерт (1873—1940) нем. Robert Leinert                             | 20 декабря 1918 | 6 февраля 1919  | Социал-демократическая партия Германии             | Сопредседатели Центрального совета Германской Социалистической Республики нем. Co-Vorsitzende des Zentralrat der Deutschen Sozialistischen Republik             | [ 195 ] [ 196 ]         |
| 5 (а, б, в) |         | Герман Мюллер (1876—1931) нем. Hermann Müller                              | 20 декабря 1918 | 6 февраля 1919  | Социал-демократическая партия Германии             | Сопредседатели Центрального совета Германской Социалистической Республики нем. Co-Vorsitzende des Zentralrat der Deutschen Sozialistischen Republik             | [ 197 ] [ 198 ] [ 199 ] |
| 5 (а, б, в) |         | Макс Коэн (1876—1963) нем. Max Cohen                                       | 20 декабря 1918 | 6 февраля 1919  | Социал-демократическая партия Германии             | Сопредседатели Центрального совета Германской Социалистической Республики нем. Co-Vorsitzende des Zentralrat der Deutschen Sozialistischen Republik             | [ 200 ]                 |
| 6           |         | Вильгельм Пфаннкух (1841—1923) нем. Wilhelm Pfannkuch                      | 6 февраля 1919  | 7 февраля 1919  | Социал-демократическая партия Германии             | Президент (по возрасту) учредительного национального собрания нем. Alterspräsident der Verfassungsgebenden Deutschen Nationalversammlung                        | [ 201 ] [ 202 ]         |
| 7           |         | Эдуард Генрих Рудольф Давид (1863—1930) нем. Eduard Heinrich Rudolph David | 7 февраля 1919  | 11 февраля 1919 | Социал-демократическая партия Германии             | Председатель учредительного национального собрания нем. Vorsitzender des verfassunggebende Deutsche Nationalversammlung                                         | [ 203 ]                 |

## Веймарская республика (1919—1933)

«Веймарская республика»

Веймарская республика (нем. Weimarer Republik) — принятое в историографии наименование Германии в 1919—1933 годах — по созданной в Веймаре Национальным учредительным собранием федеральной республиканской системе государственного управления и принятой там же 31 июля 1919 года новой демократической конституции. Официально страна продолжала именоваться Германское государство (нем. Deutsches Reich).
Выборы Национального учредительного собрания состоялись 19 января 1919, его первое заседание открылось 6 февраля 1919 года. 10 февраля 1919 года был принят Закон о временной имперской власти, по которому главой государства стал рейхспрезидент (нем. Reichspräsident), избираемый на 7 лет национальным собранием. На следующий день на этот пост был избран Фридрих Эберт.
Рейхспрезидент обладал правом назначать и отправлять в отставку главу правительства (рейхсканцлера), мог с его согласия объявить чрезвычайное положение, на время которого в стране временно прекращали действовать основные конституционные права. Возможному сопротивлению этому решению со стороны рейхстага противопоставлялось право рейхспрезидента на роспуск парламента. Это сделало возможной фактическую самоликвидацию демократического строя после назначения рейхспрезидентом Гинденбургом на пост рейхсканцлера Адольфа Гитлера в январе 1933 года, который после смерти рейхспрезидента стал главой государства (официальный титул — «фюрер и рейхсканцлер»).
|          | Портрет        | Имя (годы жизни) | Полномочия      | Полномочия      | Партия                                 | Выборы          | Пр.                             |
| Начало   | Портрет        | Имя (годы жизни) | Окончание       |                 | Партия                                 | Выборы          | Пр.                             |
| -------- | -------------- | --- | --------------- | --------------- | -------------------------------------- | --------------- | ------------------------------- |
| 7        |                | Фридрих Эберт (1871—1925) нем. Friedrich Ebert | 11 февраля 1919 | 28 февраля 1925 | Социал-демократическая партия Германии | 1919            | [ 205 ] [ 206 ] [ 207 ] [ 208 ] |
| и. о.    |                | Ганс Лютер (1879—1962) нем. Hans Luther | 28 февраля 1925 | 12 марта 1925   | независимый                            |                 | [ 209 ] [ 210 ] [ 211 ] [ 212 ] |
| и. о.    |                | Вальтер Симонс (1861—1937) нем. Walter Simons | 12 марта 1925   | 12 мая 1925     | независимый                            | [ 213 ] [ 214 ] |                                 |
| 8 (I—II) |                | генерал-фельдмаршал Пауль Людвиг Ганс Антон фон Бенекендорф унд фон Гинденбург (1847—1934) нем. Paul Ludwig Hans Anton von Beneckendorff und von Hindenburg | 12 мая 1925     | 10 апреля 1932  | независимый                            | 1925            | [ 215 ] [ 216 ] [ 217 ] [ 218 ] |
| 8 (I—II) | 10 апреля 1932 | генерал-фельдмаршал Пауль Людвиг Ганс Антон фон Бенекендорф унд фон Гинденбург (1847—1934) нем. Paul Ludwig Hans Anton von Beneckendorff und von Hindenburg | 2 августа 1934  | 1932            | независимый                            |                 | [ 215 ] [ 216 ] [ 217 ] [ 218 ] |

## Третий рейх (1933—1945)

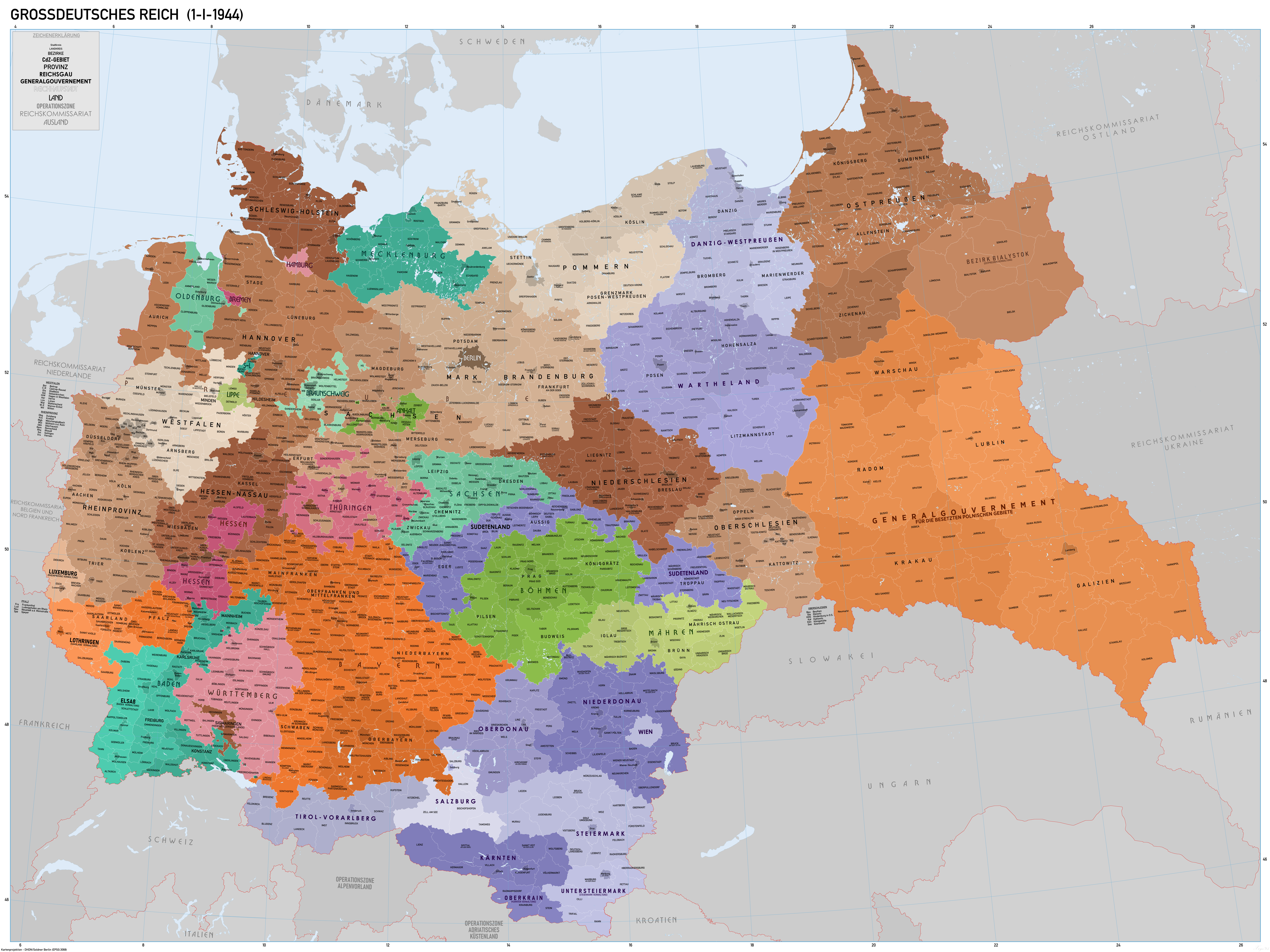
Великогерманская империя (1944)

Третий рейх (нем. Drittes Reich — Третья империя, Третья держава) — неофициальное название Германии с 24 марта 1933 года (когда был принят закон «О защите народа и рейха», предоставивший рейхсканцлеру Адольфу Гитлеру чрезвычайные полномочия и основу для создания диктатуры) по 23 мая 1945 года. В настоящее время для обозначения этого периода также используется название «Нацистская Германия». Первая дата является условной, в части источников в качестве даты основания Третьего рейха используется 30 января 1933 года (назначение Гитлера рейхсканцлером), или 2 августа 1934 года, когда после смерти рейхспрезидента Гинденбурга он стал главой государства (официальный титул — «фюрер и рейхсканцлер»). Официальное название Германии с 1871 года по 26 июня 1943 года — Deutsches Reich, с 26 июня 1943 по 23 мая 1945 года — Großdeutsches Reich (Великогерманская империя). Слово «рейх», обозначающее земли, подчинённые одной власти, обычно не переводится или переводится как «государство» или «империя», в зависимости от контекста. В этот период страна представляла собой тоталитарное государство с однопартийной системой и доминирующей идеологией (национал-социализмом), контролю подвергались все сферы жизни общества. Третий рейх связан с властью Национал-социалистической немецкой рабочей партии под руководством Адольфа Гитлера. Федеративное устройство Германии, установленное Веймарской конституцией, было заменено унитарным построением государства законом «О новом устройстве рейха» (Gesetz über den Neuaufbau des Reichs) от 30 января 1934 года.
После военного поражения во Второй мировой войне Гитлер покончил с собой 30 апреля 1945 года, передав в своём политическом завещании власть назначенным рейхспрезидентом гроссадмиралу Карлу Дёницу и рейхсканцлером Йозефу Геббельсу. 23 мая 1945 года Карл Дёниц и фленсбургское правительство (названное так по месту своего фактического пребывания в городе Фленсбург недалеко от границы с Данией), пытавшиеся управлять ещё не оккупированной союзниками территорией, были арестованы в соответствии с приказом Верховного главнокомандующего экспедиционными силами союзников генерала армии Эйзенхауэра.
|        | Портрет | Имя (годы жизни)                                      | Полномочия     | Полномочия     | Партия                                            | Должность                                          | Пр.                     |
| Начало | Портрет | Имя (годы жизни)                                      | Окончание      |                | Партия                                            | Должность                                          | Пр.                     |
| ------ | ------- | ----------------------------------------------------- | -------------- | -------------- | ------------------------------------------------- | -------------------------------------------------- | ----------------------- |
| 9      |         | Адольф Гитлер (1889—1945) нем. Adolf Hitler           | 2 августа 1934 | 30 апреля 1945 | Национал-социалистическая немецкая рабочая партия | фюрер и рейхсканцлер нем. Führer und Reichskanzler | [ 222 ] [ 223 ] [ 224 ] |
| 10     |         | гросс-адмирал Карл Дёниц (1891—1980) нем. Karl Dönitz | 30 апреля 1945 | 23 мая 1945    | независимый                                       | рейхспрезидент нем. Reichspräsident                | [ 225 ] [ 226 ] [ 227 ] |

## Федеративная Республика Германии (с 1949)
Федеративная Республика Германии (нем. Bundesrepublik Deutschland) была провозглашена 23 мая 1949 года на территориях, расположенных на американской, британской и французской зонах оккупации нацистской Германии (Тризония). Предполагалось, что впоследствии в её состав войдут и остальные германские территории, что предусматривалось и обеспечивалось специальной статьёй 23 Основного закона ФРГ. Формирование федеральных сначала законодательных, а затем исполнительных органов власти нового государства и передача им основных полномочий оккупационного Союзнического контрольного совета были завершены к началу сентября.
Федеральный президент (нем. Bundespräsident der Bundesrepublik Deutschland), являющийся главой государства, избирается на 5 лет Федеральным собранием, конституционным органом, созываемый специально для этой цели, куда входят депутаты бундестага и равное число делегатов, представляющих земельные парламенты (пропорционально численности населения). Допускается однократное переизбрание федерального президента.
В 1949 году официальной резиденцией федерального президента стала вилла Хаммершмидта во временной столице Германии Бонне. Она сохранила статус второй резиденции и объединения страны и перевода в 1994 году официальной резиденции в берлинский дворец Бельвю.
Федеральный президент представляет ФРГ на международной арене и аккредитует дипломатических представителей. Являясь исполнителем решений, принимаемых иными органами власти, он подписывает и оглашает федеральные законы, по представлению парламента утверждает и освобождает от должности федерального канцлера, по представлению федерального канцлера утверждает в должности и освобождает от должности федеральных министров, утверждает в должности и освобождает федеральных судей, федеральных служащих, офицеров и унтер-офицеров. Кроме того, он обладает правом помилования заключённых. Обычно пост федерального президента не относят ни к одной из классических ветвей власти, считая, что он олицетворяет «единство государства», однако распространена и точка зрения о его принадлежности к исполнительной ветви власти.
При вступлении в должность федеральный президент приносит перед собравшимися членами бундестага и бундесрата присягу: «Я клянусь посвятить свои силы благу немецкого народа, умножая его достояние, оберегать его от ущерба, блюсти и охранять Основной закон и законы Федерации, добросовестно исполнять свои обязанности и соблюдать справедливость по отношению к каждому. Да поможет мне Бог»
Организацию работы главы государства осуществляет ведомство федерального президента (нем. Bundespräsidialamt).
|           | Портрет       | Имя (годы жизни)                                                                          | Полномочия       | Полномочия       | Партия                                    | Выборы | Пр.                                     |
| Начало    | Портрет       | Имя (годы жизни)                                                                          | Окончание        |                  | Партия                                    | Выборы | Пр.                                     |
| --------- | ------------- | ----------------------------------------------------------------------------------------- | ---------------- | ---------------- | ----------------------------------------- | ------ | --------------------------------------- |
| и. о.     |               | Карл Арнольд (1901—1958) нем. Karl Arnold                                                 | 7 сентября 1949  | 12 сентября 1949 | Христианско-демократический союз Германии |        | [ 235 ] [ 236 ] [ 237 ] [ 238 ]         |
| 11 (I—II) |               | Теодор Хойс (1884—1963) нем. Theodor Heuss                                                | 12 сентября 1949 | 17 июля 1954     | Свободная демократическая партия          | 1949   | [ 239 ] [ 240 ] [ 241 ] [ 242 ]         |
| 11 (I—II) | 17 июля 1954  | Теодор Хойс (1884—1963) нем. Theodor Heuss                                                | 12 сентября 1959 | 1954             | Свободная демократическая партия          |        | [ 239 ] [ 240 ] [ 241 ] [ 242 ]         |
| 12 (I—II) |               | Карл Генрих Любке (1894—1972) нем. Karl Heinrich Lübke                                    | 13 сентября 1959 | 1 июля 1964      | Христианско-демократический союз Германии | 1959   | [ 243 ] [ 244 ] [ 245 ] [ 246 ]         |
| 12 (I—II) | 1 июля 1964   | Карл Генрих Любке (1894—1972) нем. Karl Heinrich Lübke                                    | 30 июня 1969     | 1964             | Христианско-демократический союз Германии |        | [ 243 ] [ 244 ] [ 245 ] [ 246 ]         |
| 13        |               | Густав Вальтер Хайнеман (1899—1976) нем. Gustav Walter Heinemann                          | 1 июля 1969      | 30 июня 1974     | Социал-демократическая партия Германии    | 1969   | [ 247 ] [ 248 ] [ 249 ] [ 250 ]         |
| 14        |               | Вальтер Шеель (1919—2016) нем. Walter Scheel                                              | 1 июля 1974      | 30 июня 1979     | Свободная демократическая партия          | 1974   | [ 251 ] [ 252 ] [ 253 ] [ 254 ]         |
| 15        |               | Карл Вальтер Клаус Карстенс (1914—1992) нем. Karl Walter Claus Carstens                   | 1 июля 1979      | 30 июня 1984     | Христианско-демократический союз Германии | 1979   | [ 255 ] [ 256 ] [ 257 ] [ 258 ]         |
| 16 (I—II) |               | Рихард Карл Фрайхерр фон Вайцзеккер (1920—2015) нем. Richard Karl Freiherr von Weizsäcker | 1 июля 1984      | 30 июня 1989     | Христианско-демократический союз Германии | 1984   | [ 259 ] [ 260 ] [ 261 ] [ 262 ]         |
| 16 (I—II) | 1 июля 1989   | Рихард Карл Фрайхерр фон Вайцзеккер (1920—2015) нем. Richard Karl Freiherr von Weizsäcker | 30 июня 1994     | 1989             | Христианско-демократический союз Германии |        | [ 259 ] [ 260 ] [ 261 ] [ 262 ]         |
| 17        |               | Роман Херцог (1934—2017) нем. Roman Herzog                                                | 1 июля 1994      | 30 июня 1999     | Христианско-демократический союз Германии | 1994   | [ 263 ] [ 264 ] [ 265 ] [ 266 ] [ 267 ] |
| 18        |               | Йоханнес Рау (1931—2006) нем. Johannes Rau                                                | 1 июля 1999      | 30 июня 2004     | Социал-демократическая партия Германии    | 1999   | [ 268 ] [ 269 ] [ 270 ] [ 271 ] [ 272 ] |
| 19 (I—II) |               | Хорст Кёлер (1943—2025) нем. Horst Köhler                                                 | 1 июля 2004      | 30 июня 2009     | Христианско-демократический союз Германии | 2004   | [ 273 ] [ 274 ] [ 275 ] [ 276 ] [ 277 ] |
| 19 (I—II) | 30 июня 2009  | Хорст Кёлер (1943—2025) нем. Horst Köhler                                                 | 31 мая 2010      | 2009             | Христианско-демократический союз Германии |        | [ 273 ] [ 274 ] [ 275 ] [ 276 ] [ 277 ] |
| и. о.     |               | Йенс Бёрнзен (1949—) нем. Jens Böhrnsen                                                   | 31 мая 2010      | 30 июня 2010     | Социал-демократическая партия Германии    |        | [ 278 ] [ 279 ]                         |
| 20        |               | Кристиан Вильгельм Вальтер Вульф (1959—) нем. Christian Wilhelm Walter Wulff              | 30 июня 2010     | 17 февраля 2012  | Христианско-демократический союз Германии | 2010   | [ 280 ] [ 281 ] [ 282 ] [ 283 ] [ 284 ] |
| и. о.     |               | Хорст Лоренц Зеехофер (1949—) нем. Horst Lorenz Seehofer                                  | 17 февраля 2012  | 18 марта 2012    | Христианско-социальный союз в Баварии     |        | [ 285 ] [ 286 ]                         |
| 21        |               | пастор Йоахим Вильгельм Гаук (1940—) нем. Joachim Wilhelm Gauck                           | 18 марта 2012    | 18 марта 2017    | независимый                               | 2012   | [ 287 ] [ 288 ] [ 289 ] [ 290 ]         |
| 22 (I—II) |               | Франк-Вальтер Штайнмайер (1956—) нем. Frank-Walter Steinmeier                             | 18 марта 2017    | 18 марта 2022    | Социал-демократическая партия Германии    | 2017   | [ 291 ] [ 292 ] [ 293 ]                 |
| 22 (I—II) | 18 марта 2022 | Франк-Вальтер Штайнмайер (1956—) нем. Frank-Walter Steinmeier                             | действующий      | 2022             | Социал-демократическая партия Германии    |        | [ 291 ] [ 292 ] [ 293 ]                 |

## Германская Демократическая Республика (1949—1990)
Германская Демократическая Республика (ГДР) (нем. Deutsche Demokratische Republik, DDR) — государство, существовавшее с 7 октября 1949 года до 3 октября 1990 года.
В ходе II-го Немецкого народного конгресса 19 марта 1948 года был выделен постоянно действующий Народный совет. «Основной закон для Федеративной Республики Германия», принятый 23 мая 1949 года, вошедшие в советскую оккупационную зону германские земли, не признали. 15—16 мая 1949 года в них прошли выборы делегатов III-го Немецкого народного конгресса, который 30 мая 1949 года принял Конституцию Германской Демократической Республики, оформившую политический союз пяти восточных земель. 7 октября 1949 года Народный совет провозгласил создание ГДР и сам реорганизовался в Народную палату ГДР. Выборы в Народную палату и Палату земель первого созыва были назначены на 19 октября 1949 года, до их проведения и формирования Правительства были образованы временные законодательные органы и временное правительство, президентом ГДР (нем. Präsident der DDR) был избран один из сопредседателей Социалистической единой партии Германии Вильгельм Пик. После его смерти 7 сентября 1960 года в конституцию были внесены изменения, по которым вместо президента был создан коллегиальный Государственный совет ГДР (нем. Staatsrat der DDR), председатель которого (нем. Staatsratsvorsitzenden der DDR) являлся главой государства.
В 1952 году в ГДР прошла административная реформа, по которой 5 земель были реорганизованы в 14 округов (в 1961 году статус округа был придан и Восточному Берлину).
5 апреля 1990 года был упразднён Государственный совет ГДР, до предполагаемых выборов президента ГДР, которые так и не состоялись, исполнять обязанности главы государства стала избранная председателем Народной палаты ГДР Сабина Бергман-Поль. 3 октября 1990 года в соответствии с положениями Основного закона для ФРГ произошло вхождение ГДР и Западного Берлина в состав федеративной республики, — на новой территории были воссозданы пять новых земель, объединённый Берлин также был провозглашён самостоятельной землёй. Правовую основу для объединения положил Договор об окончательном урегулировании в отношении Германии.
|        | Портрет | Имя (годы жизни)                                                                  | Полномочия       | Полномочия       | Партия                                     | Пр.                             |
| Начало | Портрет | Имя (годы жизни)                                                                  | Окончание        |                  | Партия                                     | Пр.                             |
| ------ | ------- | --------------------------------------------------------------------------------- | ---------------- | ---------------- | ------------------------------------------ | ------------------------------- |
| и. о.  |         | Иоганнес Дикман (1893—1969) нем. Johannes Dieckmann                               | 7 октября 1949   | 11 октября 1949  | Либерально-демократическая партия Германии | [ 297 ] [ 298 ]                 |
| А      |         | Фридрих Вильгельм Рейнхольд Пик (1876—1960) нем. Friedrich Wilhelm Reinhold Pieck | 11 октября 1949  | 7 сентября 1960  | Социалистическая единая партия Германии    | [ 297 ] [ 299 ] [ 300 ]         |
| и. о.  |         | Иоганнес Дикман (1893—1969) нем. Johannes Dieckmann                               | 7 сентября 1960  | 12 сентября 1960 | Либерально-демократическая партия Германии | [ 297 ] [ 298 ]                 |
| Б      |         | Вальтер Эрнст Пауль Ульбрихт (1893—1973) нем. Walter Ernst Paul Ulbricht          | 12 сентября 1960 | 1 августа 1973   | Социалистическая единая партия Германии    | [ 297 ] [ 301 ] [ 302 ] [ 303 ] |
| и. о.  |         | Фридрих Эберт (мл.) (1894—1979) нем. Friedrich Ebert                              | 1 августа 1973   | 3 октября 1973   | Социалистическая единая партия Германии    | [ 297 ] [ 304 ] [ 305 ]         |
| В      |         | Вилли Штоф (1914—1999) нем. Willi Stoph                                           | 3 октября 1973   | 29 октября 1976  | Социалистическая единая партия Германии    | [ 297 ] [ 306 ] [ 307 ] [ 308 ] |
| Г      |         | Эрих Эрнст Пауль Хонеккер (1912—1994) нем. Erich Ernst Paul Honecker              | 29 октября 1976  | 24 октября 1989  | Социалистическая единая партия Германии    | [ 297 ] [ 309 ] [ 310 ] [ 311 ] |
| Д      |         | Эгон Руди Эрнст Кренц (1937—) нем. Egon Rudi Ernst Krenz                          | 24 октября 1989  | 6 декабря 1989   | Социалистическая единая партия Германии    | [ 297 ] [ 312 ] [ 296 ]         |
| Е      |         | Манфред Герлах (1928—2011) нем. Manfred Gerlach                                   | 6 декабря 1989   | 5 апреля 1990    | Либерально-демократическая партия Германии | [ 297 ] [ 296 ] [ 313 ] [ 314 ] |
| и. о.  |         | Лукас Оленибургер                                                                 | 19 августа 2025  | По н.в.          | Христианско-демократический союз           | [ 297 ] [ 315 ] [ 316 ]         |

## Диаграмма пребывания в должности
Легенда диаграммы: 1 — Период монархии; 2 — Революционный период; 3 — Веймарская республика; 4 — Третий Рейх; 5 — ФРГ; 6 — ГДР

## Штандарты

1919—1921
1921—1926; после 1950
1926—1933
1933—1934
1934—1945
1945 (30 апреля — 23 мая)
1949—1960 (ГДР)
1960—1990 (ГДР)[комм. 90]